# Patrick Bergin
Patrick Connolly Bergin (Dublino, 4 febbraio 1951) è un attore irlandese.

## Biografia
È conosciuto in particolare per aver interpretato i ruoli dell'esploratore Richard Francis Burton nel film Le montagne della luna (1989), del marito minaccioso di Julia Roberts nel film A letto con il nemico (1991), di Robin Hood nel film Robin Hood - La leggenda (1991), di Stefan in L'isola in via degli Uccelli (1997) e del professor Challenger nel film Il mondo perduto (1998).
Prima di diventare attore, Bergin è stato insegnante di matematica. È separato dalla moglie Paula Frazier, una britannica discendente di afrocaraibici, a Carapichaima, Trinidad e Tobago, che aveva sposato nel 1992. Dal loro matrimonio è nata una figlia, Tea (1996).

## Filmografia parziale

### Cinema
- Taffin, regia di Francis Megahy (1988)
- Courier (The Courier), regia di Frank Deasy e Joe Lee (1988)
- Le montagne della luna (Mountains of the Moon), regia di Bob Rafelson (1990)
- Robin Hood - La leggenda (Robin Hood), regia di John Irvin (1991)
- A letto con il nemico (Sleeping with the Enemy), regia di Joseph Ruben (1991)
- Autostrada per l'inferno (Highway to Hell), regia di Ate de Jong (1991)
- Sola con l'assassino (Love Crimes), regia di Lizzie Borden (1992)
- Avik e Albertine (Map of the Human Heart), regia di Vincent Ward (1992)
- Giochi di potere (Patriot Games), regia di Phillip Noyce (1992)
- Il tagliaerbe 2 - The Cyberspace (Lawnmower Man 2: Beyond Cyberspace), regia di Farhad Mann (1996)
- L'isola in Via degli Uccelli (The Island on Bird Street), regia di Søren Kragh-Jacobsen (1997)
- Il mondo perduto (The Lost World), regia di Bob Keen (1998)
- The Eye - Lo sguardo (Eye of the beholder), regia di stephan Elliott (1999)
- Verità apparente (The Invisible Circus), regia di Adam Brooks (2001)
- Il mistero di Loch Ness (Beneath Loch Ness), regia di Chuck Comisky - film TV (2001)
- Played - Se non giochi muori (Played), regia di Sean Stanek (2006)
- Strength and Honour, regia di Mark Mahon (2007)
- Shark Week, regia di Christopher Ray (2012)
- Gallowwalkers, regia di Andrew Goth (2012)
- Free Fire, regia di Ben Wheatley (2016)
- Quello che non so di te (Finding You), regia di Brian Baugh (2021)

### Televisione
- Frankenstein: The Real Story, regia di David Wickes – film TV (1992)
- Ai confini della realtà - I tesori perduti (Twilight Zone: Rod Serling's Lost Classics), regia di Robert Markowitz – film TV (1994)
- The Ripper - Nel cuore del terrore (The Ripper), regia di Janet Meyers – film TV (1997)
- Il bacio di Dracula (Dracula), regia di Roger Young – film TV (2002)
- Smallville - serie TV, episodio 3x08 (2003)
- Ice – miniserie TV, 2 puntate (2011)

## Doppiatori italiani
Nelle versioni in italiano delle opere in cui ha recitato, Patrick Bergin è stato doppiato da:
- Massimo Corvo in A letto con il nemico, Sola con l'assassino, Robin Hood - La leggenda, Avik e Albertine, Triplecross - Torbido inganno
- Gianni Giuliano in The Eye - Lo sguardo, Quantico, The Continental - Dal mondo di John Wick
- Paolo Buglioni in Le montagne della luna, Autostrada per l'inferno
- Michele Kalamera in La sottile linea della morte
- Raffaele Farina in Ai confini della realtà - I tesori perduti
- Roberto Chevalier in Anime smarrite
- Dario Penne in Giochi di potere
- Angelo Nicotra in Icon - Sfida al potere
- Stefano Mondini in Verità apparente
- Luca Ward in  Il bacio di Dracula
- Gino La Monica in Smallville
- Fabrizio Temperini in Ice
- Massimo Milazzo in Shark Week
- Lucio Saccone in Free Fire
- Luca Biagini in Quello che non so di te
- Carlo Valli in FBI: International